# Mercedes-Benz W126
A Mercedes-Benz 126 a vállalat belső elnevezése a második generációs S osztályra, amelyet 4 sajtós szedán, SE, SD és SEL, SDL néven, ez a W126 (1979-1991) és kupé, ez a C126 (1981-1990) kivitelben gyártottak, és amely a vállalat W116-os modellcsaládját követte. A Mercedes 1981 szeptemberében mutatta be a kétajtós C126 kupé modellt, amelyet SEC néven forgalmazott. 
Ez a generáció volt az első S-osztály, amely külön alvázkóddal rendelkezett a normál és a hosszú tengelytávú (W126 és V126), valamint a kupé (C126) modellek számára.
A hosszú 12 éves gyártás (1979-1991) során 818 063 szedán/szalon és 74 060 kupé készült, összesen 892 123 darab. A W126 mindeddig a legsikeresebb és a leghosszabb ideig gyártott S-osztály.

## Története
A W116-os S osztály 1972-es bemutatkozása után a Mercedes-Benz 1973 októberében kezdte meg a következő generációs S osztály előkészítését. A "Project W126" kódnevű projekt célja a jobb vezethetőség, a jobb kezelhetőség és a jobb üzemanyag-hatékonyság volt. Az 1973-as olajválság és az Amerikai Egyesült Államokban egyre szigorúbbá váló károsanyag-kibocsátási és biztonsági előírások nagyban befolyásolták a 126-os fejlesztését a csökkentett károsanyag-kibocsátás és a megnövelt üzemanyag-hatékonyság érdekében.
A 126-os tervezőcsapat a Mercedes-Benz vezető formatervezője, Bruno Sacco vezetésével aerodinamikusabb formát kívánt kialakítani, és megtartani az S-osztály összetéveszthetetlen dizájnelemeit. Az aerodinamikai légellenállást hosszas szélcsatornatesztekkel, az orr-rész és a lökhárító átformálásával, valamint az ablaktörlők motorháztető alá történő elrejtésével csökkentették a simább áramlás érdekében. A súlycsökkentést a nagy szilárdságú, alacsony ötvözetű (HSLA) lemezek és a lökhárítók és oldalburkolatok poliuretán deformálható anyagának széleskörű alkalmazásával érték el. A súlycsökkentés érdekében az erősen átdolgozott M116/M117 V8-as motoroknál a könnyebb ötvözött anyagot használták. Mindkettő hozzájárult az üzemanyag-fogyasztás 10%-os csökkentéséhez az elődhöz képest.
Hat év fejlesztés után a 126-os modell 1979 szeptemberében, a frankfurti IAA-n mutatkozott be.  A bevezetéskor az S-osztály kétféle tengelytávval, normál és hosszú és háromféle benzinmotorral, egy soros hathengeres és két V8-as motorral volt elérhető. A dízelmotoros opciót 1981 szeptemberében vezették be, kizárólag az észak-amerikai piacra SD és SDL jelöléssel

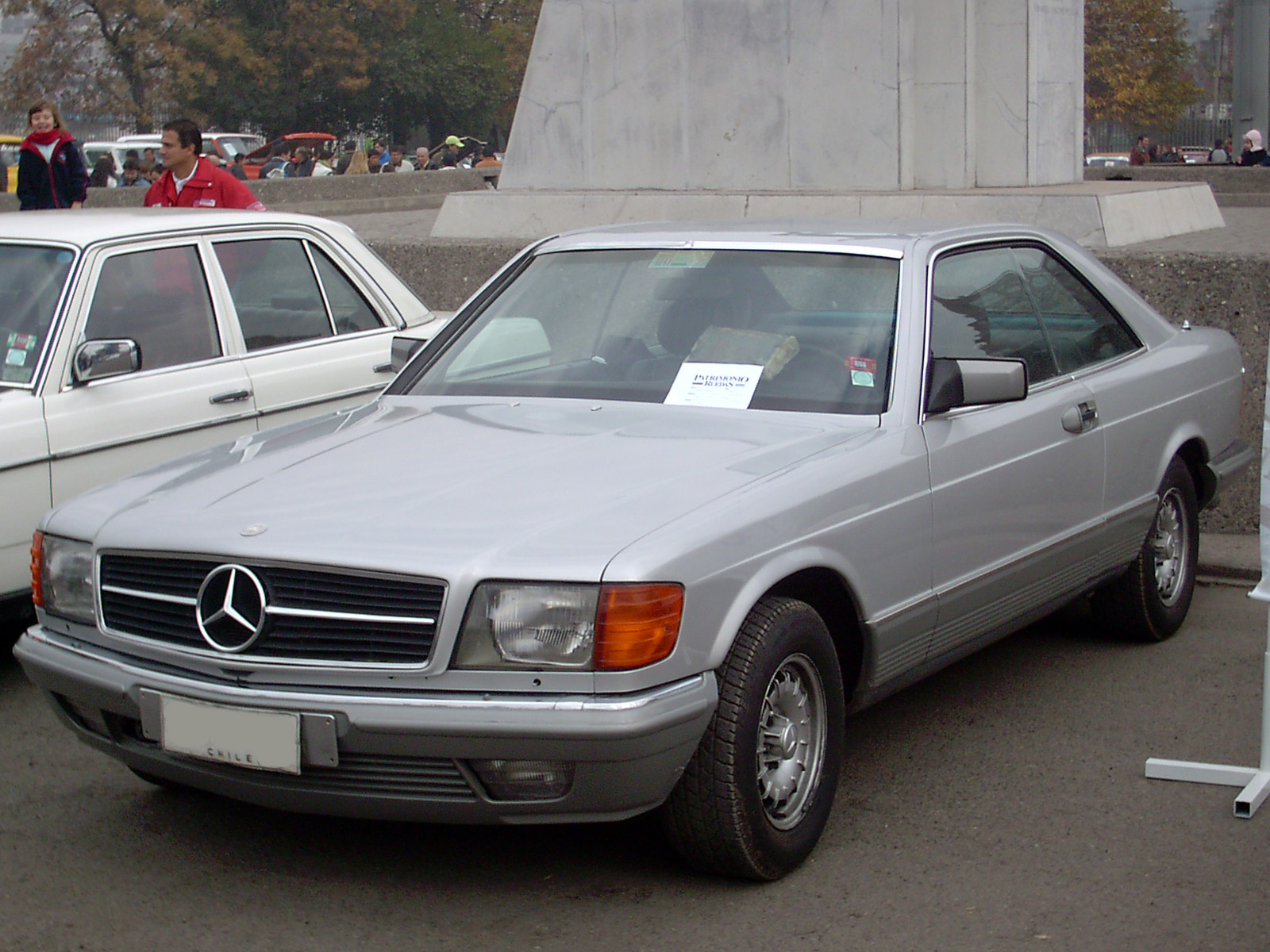
Mercedes C126

Az 1981-es frankfurti IAA-n bemutatták az S-osztály kupé változatát, a C126-ot, 380 SEC és 500 SEC motorral. Ez volt az első alkalom, hogy az S-osztály alvázáról kupé változatot készítettek. Ugyanekkor vezették be az "Energieskonzept" (Energiakoncepció) programot, amely a motorok átdolgozásával javította az S-osztály üzemanyag-hatékonyságát.
A 126-ot 1985-ben az 1986-os modellévre átdolgozták. Az 1985-ös frankfurti IAA-n mutatták be az átdolgozott "Second Series" modellcsaládot új hathengeres benzin- és dízelmotorokkal, valamint a 4,2 és 5,6 literesre növelt V8-as benzinmotorokkal. Az 5 literes V8-as motort átvették. Az 5 hengeres turbodiesel motort nyugdijazták, helyette a 124-esből átvett 6 hengeres 300 D turbo került be, 147 lóerős teljesítménnyel. 1988-tól ezen motor módositott változata a 350 D turbo került a sedanba a 136 lóerővel. A C126-SEC copuepa csak V8-as Ottó-motor került, a facelift után 420, 500 és 560 jelzésűek.
```
A vizuális változások közé tartoztak a simább lökhárítók és oldalsó burkolatok, az átdolgozott "Gullydeckel felge" (magyarul csatornafedél keréktárcsa) könnyűfém keréktárcsák és a mélyebb első lökhárító integrált légterelővel.
```

Tipusjelzések:
SE - normál sedan befecskendezős benzines (Otto) motorral
SEL - hosszabb sedan kivitel (nem long limousine) befecskendezős Otto motorral
SEC -  einspritzung coupe, azaz befecskendezős Otto motorral
SD - normal sedan diesel motorral
SDL - hosszabb alvázú sedan diesel motorral.
A 126-os generációt 1991-ben a 140-es váltotta fel.

## Egyéb verziók

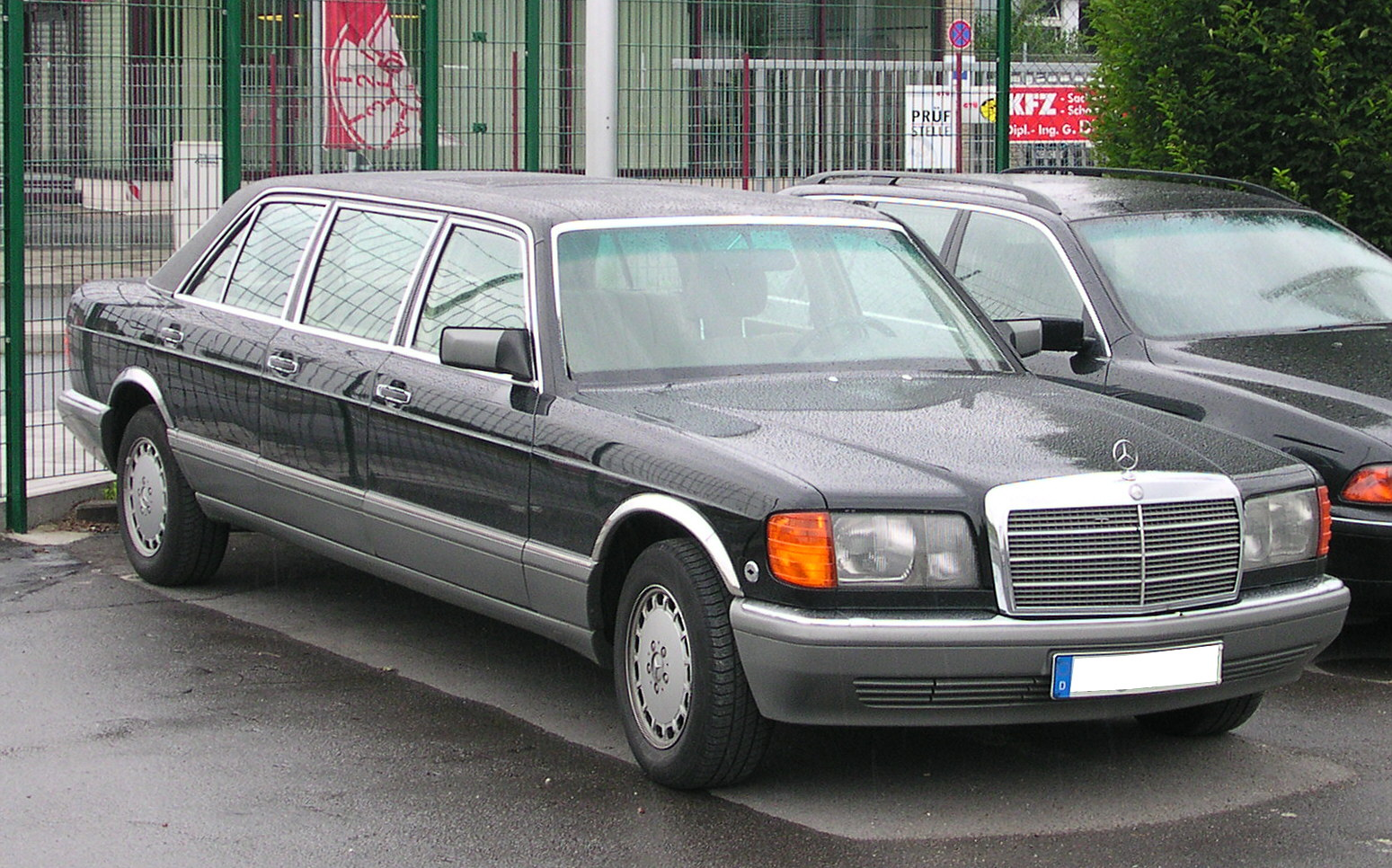
Mercedes 126 hat ajtóval

A W és C126 több különleges verzióban is készült, jellemzően egyedi rendelés után, nyújtott limuzinként, exkluzív belső terekkel felszerelve, illetve olyan külső alkatrészekkel, mint módosított futóművek vagy spoilerek. Több esetben a C sportosabb hűtőmaszkjára cserélték a W eredeti frontrészét, de más dizájnmódosítások is történtek. Ilyen modelleket gyártott egyebek mellett az ABC Exclusive, az AMG, a Carat by Duchatelet, a Gemballa, a Koenig-Specials, a Lorinser, a Styling-Garage vagy a Trasco nevű cégek. Szintén egyedi gyártásban mindkét verzióból készült kabrió, ez épült coupe és Sedan alapra is, létezett coupeból Sirály szárnyas ajtós is, a W126-ból pedig kombi is, „560 TEL” néven.

## 126 (1979-1985)
| Alvázkód | Évjárat   | Modell  | Motor                                 | Megjegyzés               |
| -------- | --------- | ------- | ------------------------------------- | ------------------------ |
| W126.021 | 1981-1985 | 280 SE  | M110.987 2.8L soros 6 hengeres        | Mindenhol, kivéve USA    |
| W126.023 | 1981-1985 | 280 SEL | M110.987 2.8L soros 6 hengeres        | Mindenhol, kivéve USA    |
| W126.12  | 1981-1985 | 300 SD  | OM617.951 3.0L soros 5 hengeres dízel | csak USA és Kanada       |
| W126.032 | 1984-1985 | 380 SE  | M116.963 3.8L V8                      |                          |
| W126.033 | 1981-1983 | 380 SEL | M116.963 3.8L V8                      |                          |
| C126.043 | 1982-1983 | 380 SEC | M116.963 3.8L V8                      |                          |
| W126.037 | 1984-1985 | 500 SE  | M117.963 5.0L V8                      | Mindenhol, kivéve USA    |
| W126.037 | 1984-1985 | 500 SEL | M117.963 5.0L V8                      | USA és Kanada '84 és '85 |
| C126.044 | 1984-1985 | 500 SEC | M117.963 5.0L V8                      | USA és Kanada '84 és '85 |

## W126 (1986-1991)
| Alvázkód | Évjárat   | Modell  | Motor                                 | Megjegyzés                          |
| -------- | --------- | ------- | ------------------------------------- | ----------------------------------- |
| W126.12  | 1986-1991 | 260 SE  | M103.941 2.6L soros 6 hengeres        | Mindenhol, kivéve USA és Ausztrália |
| W126.024 | 1989-1991 | 300 SE  | M103.981 3.0L soros 6 hengeres        | '89-'91 USA                         |
| W126.025 | 1988-1991 | 300 SEL | M103.981 3.0L soros 6 hengeres        | '88-'91 USA                         |
| W126.125 | 1986-1987 | 300 SDL | OM603.961 3.0L soros 6 hengeres dízel |                                     |
| W126.134 | 1991      | 350 SD  | OM603.97 3.5L soros 6 hengeres dízel  |                                     |
| W126.135 | 1990-1991 | 350 SDL | OM603.97 3.5L soros 6 hengeres dízel  |                                     |
| W126.034 | 1986-1991 | 420 SE  | M116.965 4.2L V8                      |                                     |
| W126.035 | 1986-1991 | 420 SEL | M116.965 4.2L V8                      |                                     |
| W126.046 | 1986-1991 | 420 SEC | M116.965 4.2L V8                      |                                     |
| W126.036 | 1986-1991 | 500 SE  | M117.965 5.0L V8                      | Egész világ kivéve USA              |
| W126.037 | 1986-1991 | 500 SEL | M117.965 5.0L V8                      | Egész világ kivéve USA              |
| W126.044 | 1986-1991 | 500 SEC | M117.965 5.0L V8                      | Egész világ kivéve USA              |
| W126.038 | 1986-1991 | 560 SE  | M117.968 5.6L V8                      | USA-ban nem elérhető , Ausztrália   |
| W126.039 | 1986-1991 | 560 SEL | M117.968 5.6L V8                      |                                     |
| W126.045 | 1986-1991 | 560 SEC | M117.968 5.6L V8                      |                                     |

### Műhely kézikönyvek
- Buying and Maintaining a 126 S-Class Mercedes. Ramsbury, Marlborough, UK: The Crowood Press (2018. április 24.). ISBN 9781785002441
- Mercedes S-Klasse 280 S / 280 SE / 380 S / 500 SE, Reparaturanleitung series, Band 662. (német nyelven). Zug, Switzerland: Verlag Bucheli (2002). ISBN 9783716815854
- Mercedes S-Klasse Serie W126 ab September 79, Reparaturanleitung series, Band 929/930. (német nyelven). Zug, Switzerland: Verlag Bucheli (2012). ISBN 9783716817582

### Egyéb könyvek
- Heribert Hofner. Mercedes-Benz W 126: Die S-Klasse - Das beste Auto der Welt (német nyelven). Deutschland: Heel Verlag GmbH (2018). ISBN 9783958435575
- Alexander F. Storz. Mercedes-Benz S-Klasse – Baureihe W 126 (német nyelven). Deutschland: Motorbuch Verlag (2013). ISBN 9783613035812
- Nik Greene. Mercedes-Benz 126 S-Class 1979-1991 (angol nyelven). United Kingdom: The Crowood Press Ltd (2019). ISBN 9781785005411